# Theophil von Hansen
El barón Theophil Edvard von Hansen (nombre original danés: Theophilus Hansen; 13 de julio de 1813, Copenhague - 17 de febrero de 1891, Viena) fue un arquitecto danés quien más tarde se convirtió en ciudadano austríaco. Se hizo particularmente conocido por su edificios y estructuras en Atenas y Viena, y es considerado un destacado representante del neoclasicismo.

## Biografía

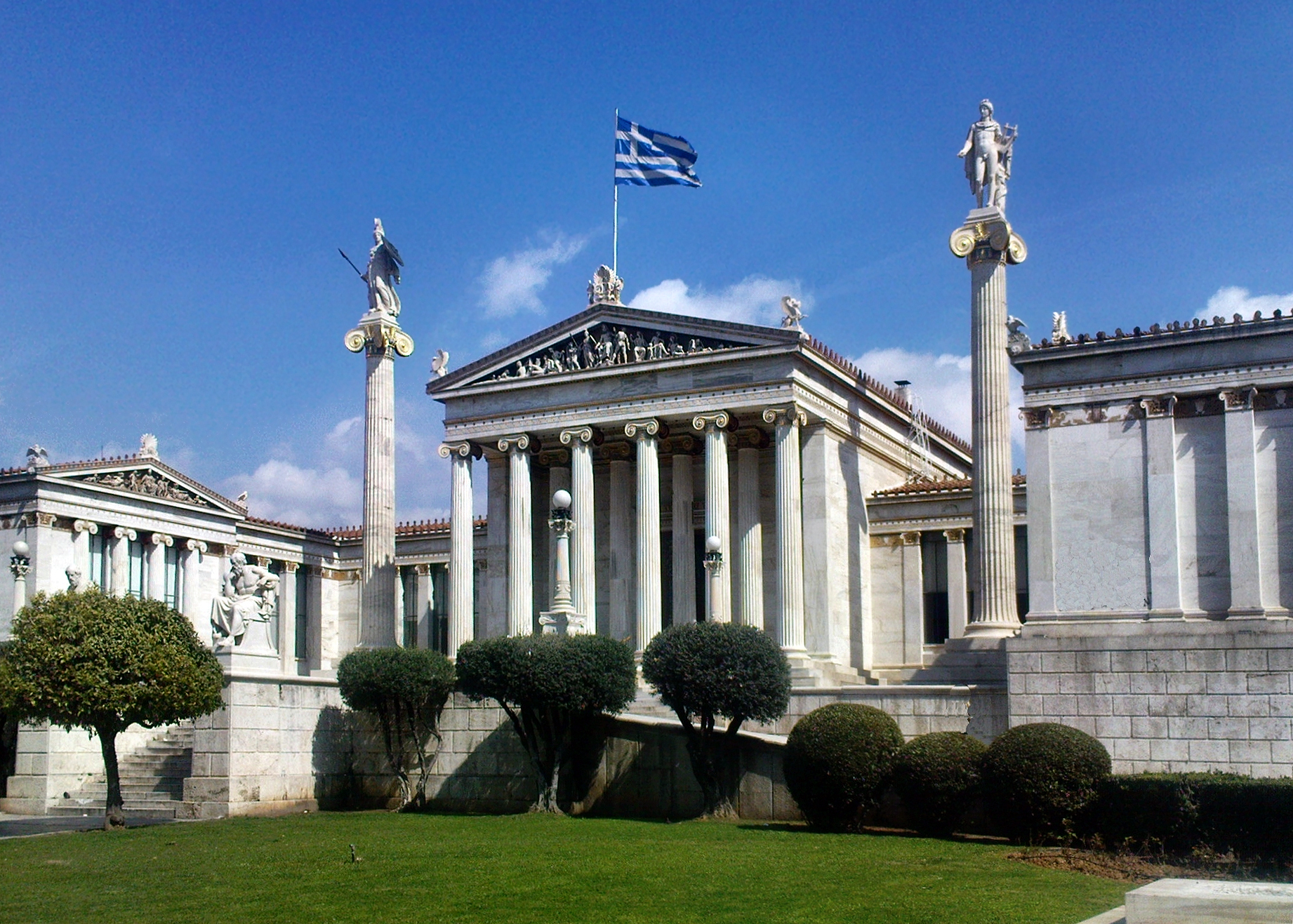
La moderna Academia de Atenas, junto a la Universidad de Atenas y la Biblioteca Nacional (no se muestra) forman 'la Trilogía'. Los edificios de la Academia y la Universidad fueron diseñados en estilo jónico por Theophil Hansen, pupilo danés de Schinkel.

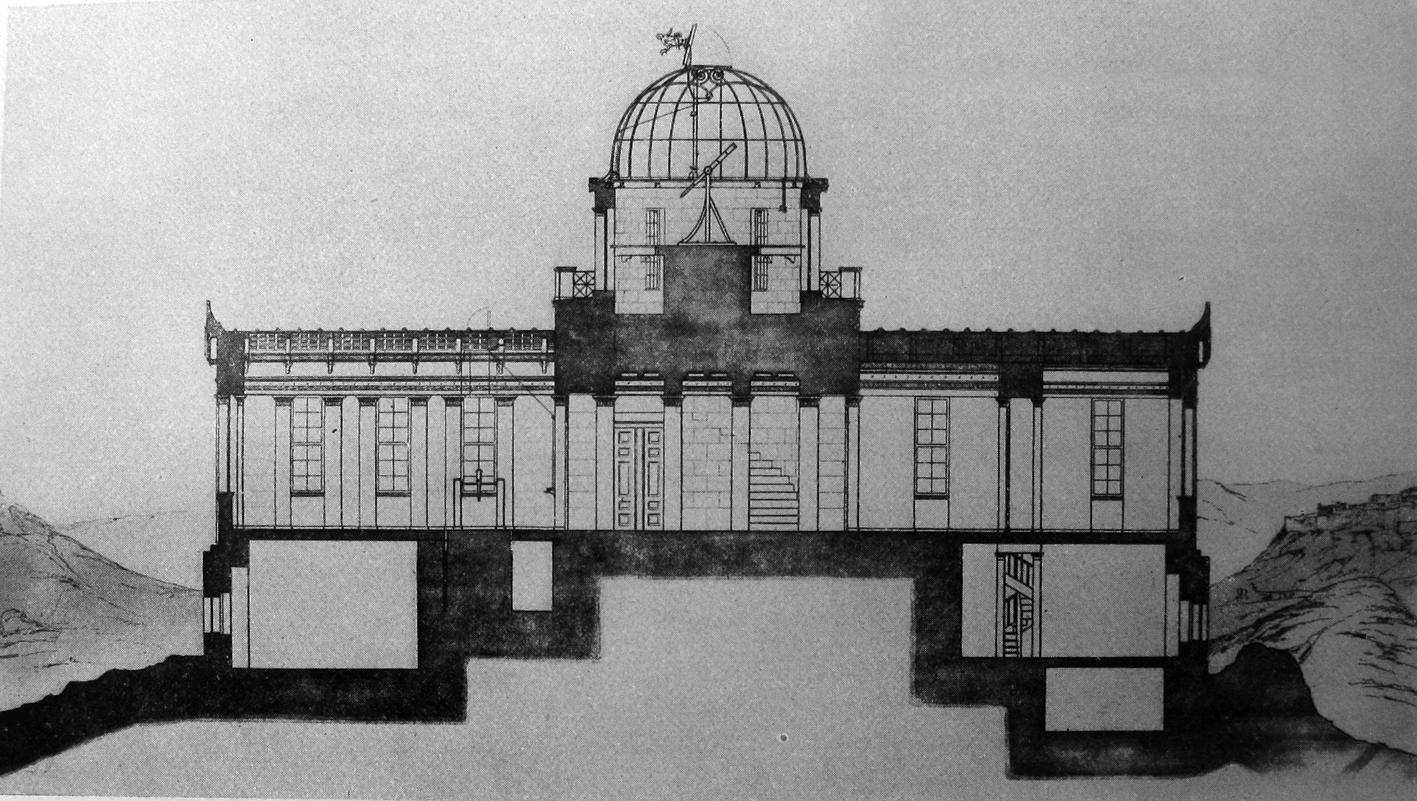
Diseño de Hansen para el observatorio de Atenas

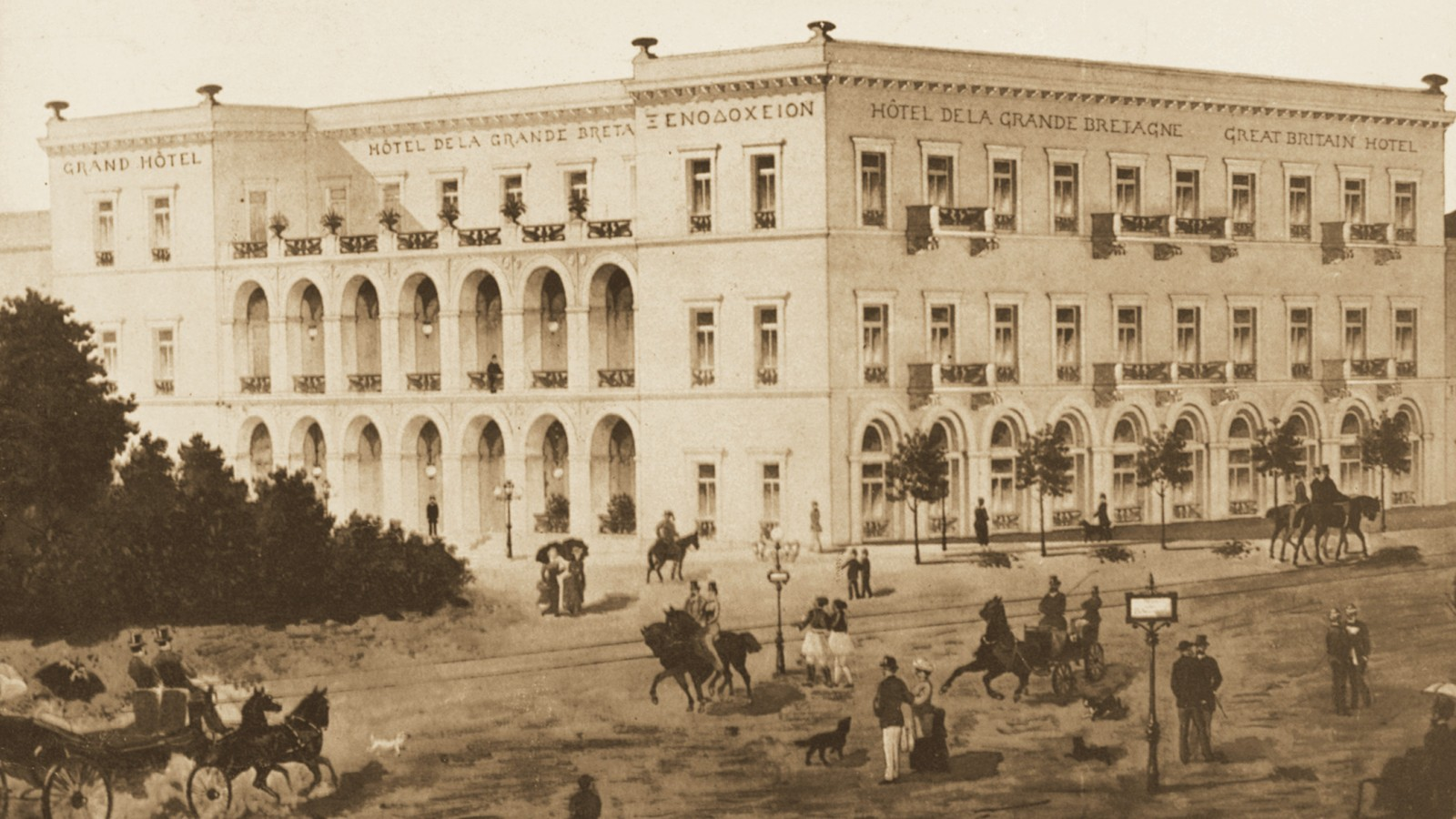
Diseño de Hansen para el palacio Dimitriou (desde 1874, Hotel Grande Bretagne)

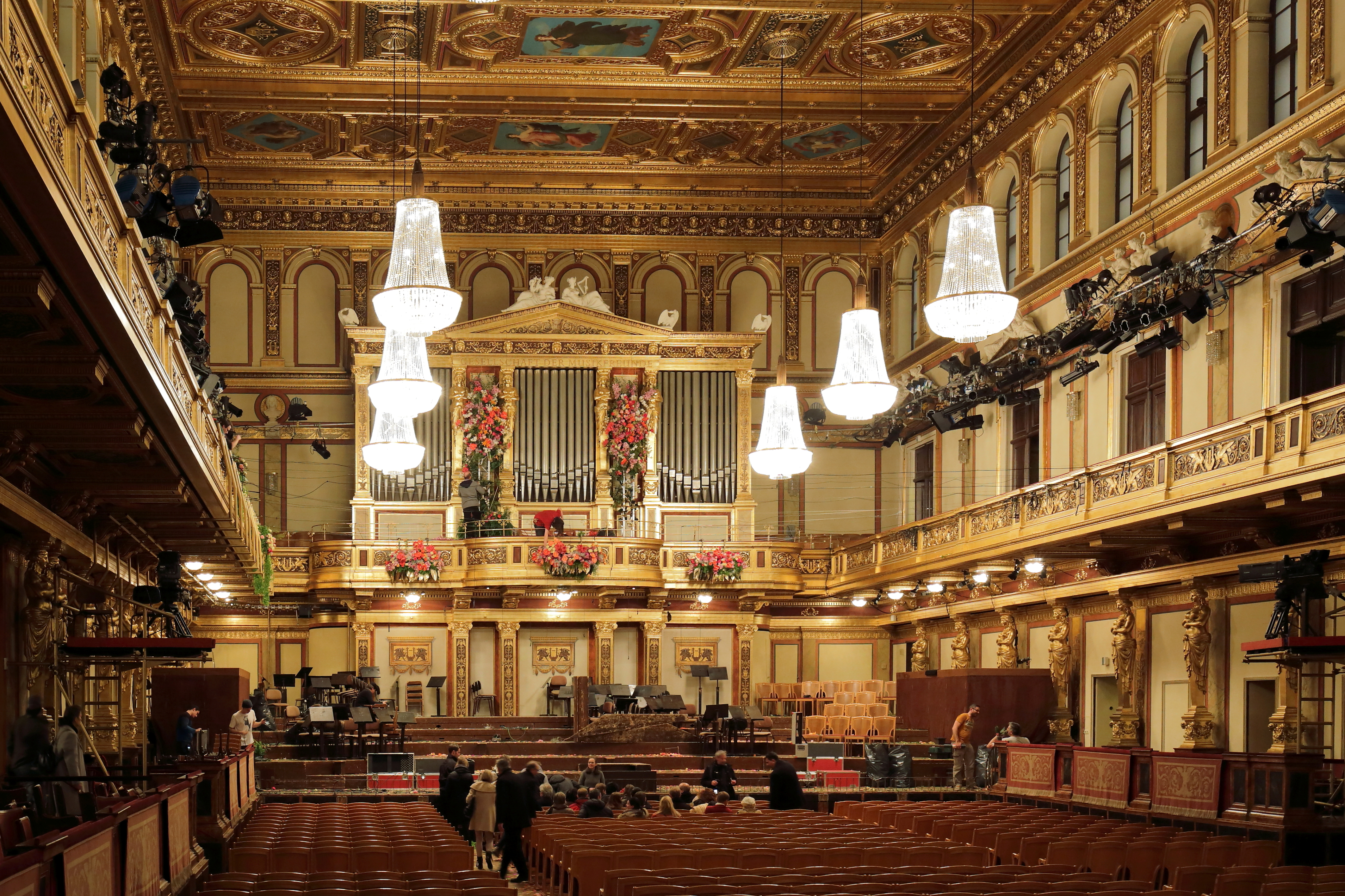
Salón de baile del Wiener Musikverein (1864-1870)

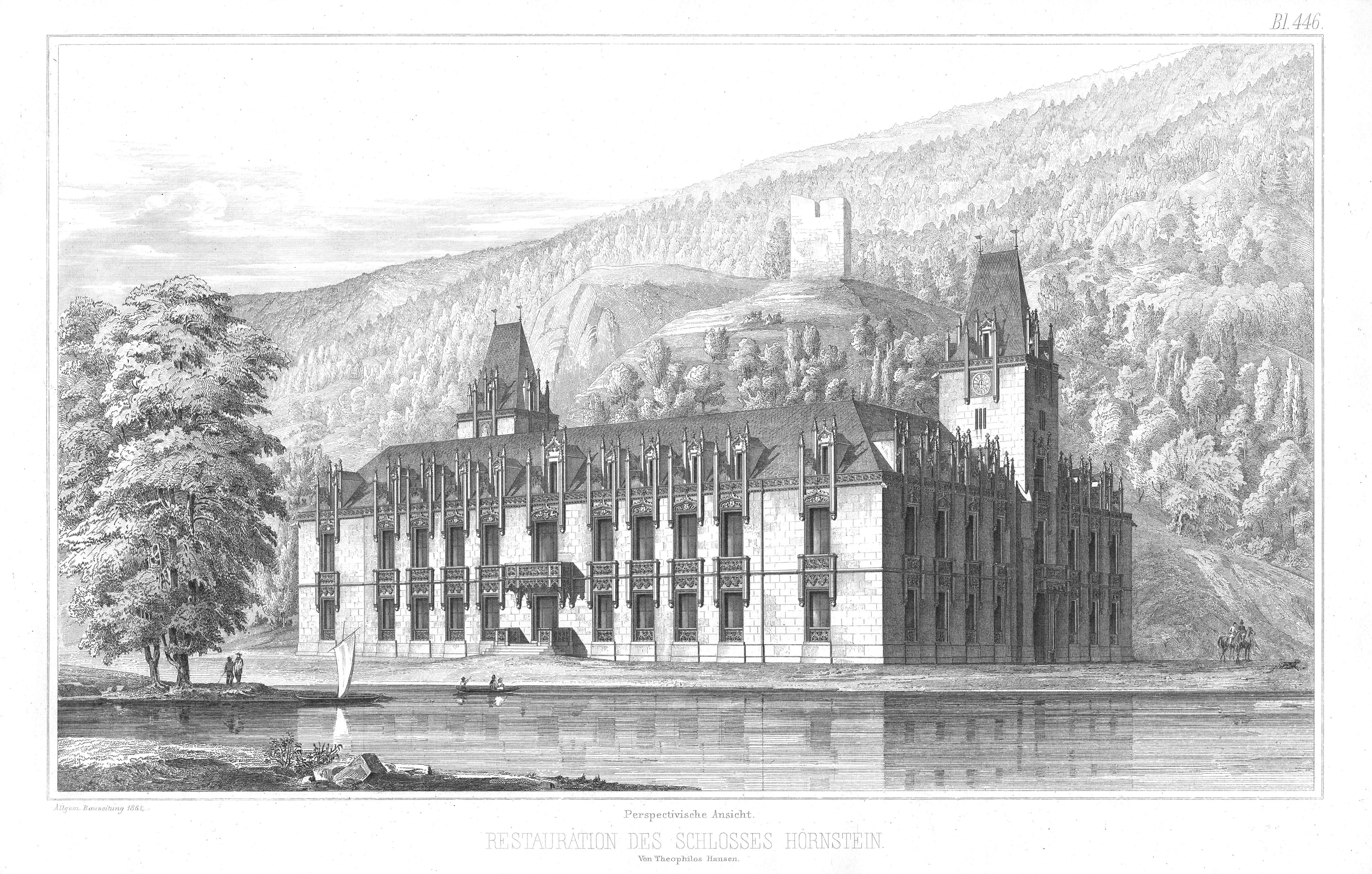
Schloss Hernstein en el estilo del gótico inglés (1856-1880), dibujo de Hansen

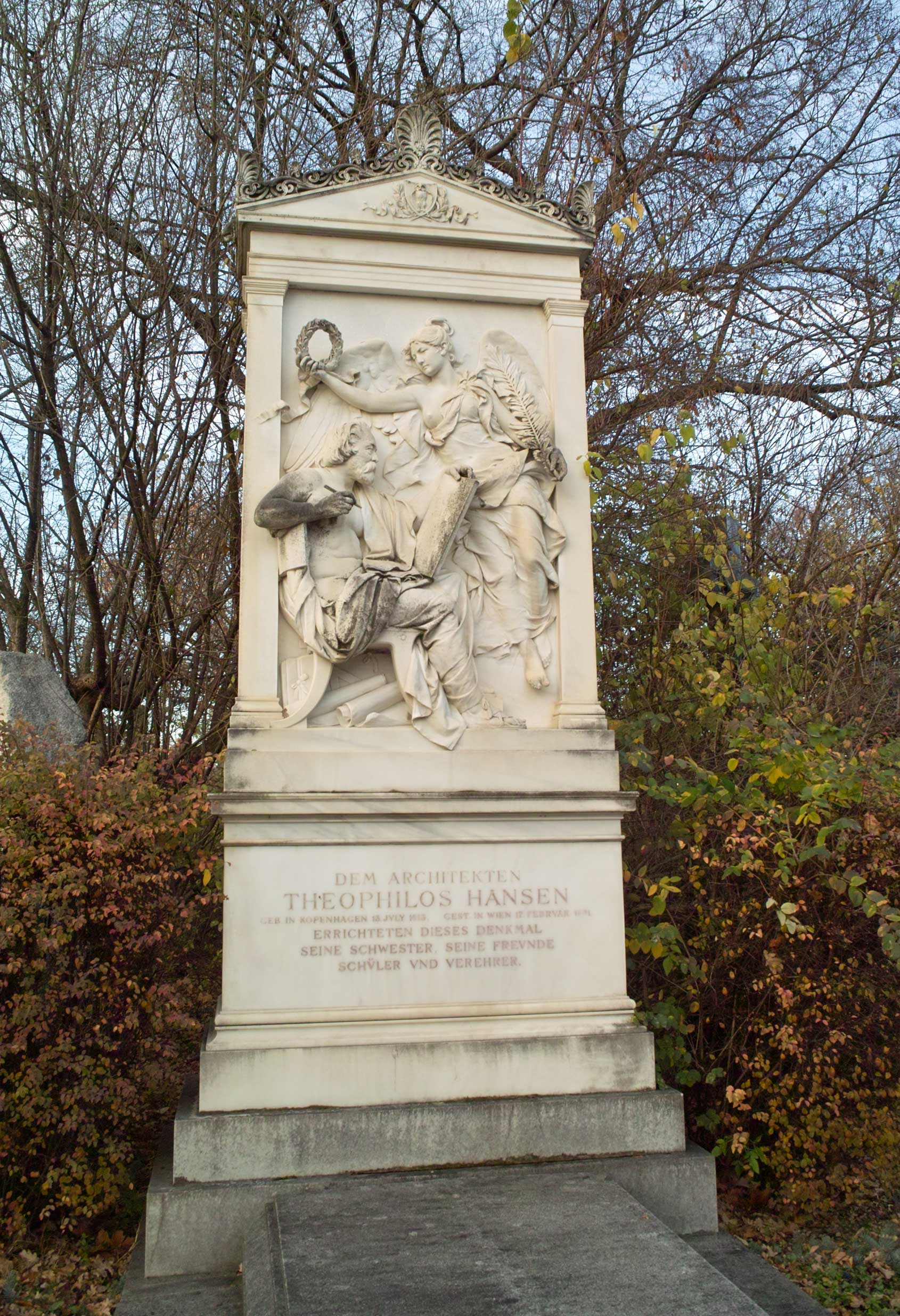
Barón Theophil von Hansen, tumba en el Zentralfriedhof, Viena.

Después de formarse con Karl Friedrich Schinkel y de algunos años estudiando en Viena, se trasladó a Atenas en 1837, donde estudió arquitectura y diseño, concentrándose e interesándose en la arquitectura bizantina. Durante su estancia en Atenas, Hansen diseñó su primer edificio, el Observatorio Nacional de Atenas y dos de los tres edificios contiguos formando la así denominada "trilogía clásica", a saber la Academia de Atenas y la Biblioteca Nacional de Grecia; el tercer edificio de la trilogía, la Universidad Nacional y Kapodistríaca de Atenas, fue diseñado por su hermano Christian Hansen. El austro-griego Georgios Sinas (quien donó el observatorio) llamó a Hansen a Viena en 1846, donde realizó un aprendizaje con el distinguido arquitecto austriaco Ludwig Förster.
En sus primeros trabajos, tales como el museo en el Arsenal en Viena, Hansen todavía se alineaba bastante con el estilo romántico. En años posteriores, se convertiría en uno de los más destacados representantes del historicismo de inspiración renacentista (Neorrenacimiento), que también se ha conocido como "estilo vienés". Este estilo se extendía a los más nimios detalles del diseño interior y parcialmente aceptaba el curso de una síntesis de todas las artes.
Junto con Förster y otros, Hansen fue uno de los arquitectos de más importancia e influencia de la Ringstraße vienesa. Su obra más famosa es el edificio del Parlamento austriaco, que fue creado en el estilo de un antiguo templo (neoclásico), y que es una referencia a los inicios griegos de la democracia. Hansen, originalmente un implacable crítico del estilo clásico que se le enseñaba en la Academia de Copenhague, fue con los años incorporando elementos clásicos a sus formas. El maestro de obras (Bauleiter) en este proyecto fue Hans Auer, quien continuaría hasta ganar el concurso para la realización del Bundeshaus suizo.
El afamado Musikverein de Hansen en Viena es uno de los auditorios más notorios del mundo; un auditorio cuyo diseño y acústica son a menudo admirados y copiados en otras salas de audiciones presentes. 
Hansen trabajó con Viktor Pilz y Carl Rahl, así como con Otto Wagner. En 1884 el emperador Francisco José honró a Hansen con una baronía en la nobleza austriaca y desde entonces recibió el estilo "Freiherr von Hansen".

## Obra
- 1839-1849 Universidad de Atenas (primer edificio de la posterior trilogía de Atenas)
- 1842-1843: Catedral de la Anunciación de Santa María, Atenas (continuada por Dimitrios Zezos y Francois Boulanger, que alteraron mucho el diseño original);
- 1842: Palacio Dimitriou (reformado en 1874 y hoy Hotel Grande Bretagne), Atenas;
- 1843-1846: Observatorio Nacional de Atenas;
- 1847-1848: Palacio Klein, Brno  (junto con Ludwig Förster);
- 1850-1856: Museo de Armas de Hof, ahora Museo de Historia Militar, en el Arsenal, Viena;
- 1851: Jägerhaus (administración de caza del castillo de Bad Vöslau) (junto con Ludwig Förster);
- 1854-1863: Centro de Inválidos militares, Lemberg, Galizia, hoy Universidad de Protección contra Desastres;
- 1856-1860: Iglesia griega de la Santísima Trinidad, Fleischmarkt  (renovación)
- 1856-1880: Castillo Hernstein, Niederösterreich;
- 1858: Iglesia Evangélica de Cristo en el cementerio de Matzleinsdorf, Viena;
- 1856-?: Academia de Ciencias, Atenas;
- 1857: Antiguo Hospital Municipal de Patras, Grecia;
- 1858: Capilla del cementerio Christuskirche en el Cementerio Protestante de Matzleinsdorf, Viena;
- 1858-1861: Iglesia Ortodoxa Griega de la Santísima Trinidad, Viena;
- 1860-1883: Rudolf-Hof, 9., Hörlgasse 15 (en nombre de la asociación para la construcción de casas familiares para funcionarios imperiales, nombrados en honor al Príncipe Heredero Rudolf), Viena;
- 1861: Escuelas protestantes, Viena:
- 1861-1862: Heinrichhof, edificio de partamentos en Opernring, Viena (demolido en 1954, tras quedar arruinado por los bombardeos aéreos):
- 1861-1864: Palacio Todesco, Ringstrasse, Viena;
- 1864-1868: Hospital estatal St. Anna, Brno;
- 1864-1868: Palacio Erzherzog Wilhelm (hoy sede del Fondo OPEP), Parkring;
- 1864-1870: Musikverein, Viena;
- 1868-1872: Palacio Epstein, Dr.-Karl-Renner-Ring, Viena;
- 1869-1873: Palacio Hansen, Schottenring (hotel en 1873, más tarde edificio oficial, desde  2012 hotel  Kempinski; nombre no histórico), Viena;
- 1869-1876: Akademie der Bildenden Künste, Schillerplatz;
- 1870-1874: Schloss Rappoltenkirchen (renovación), Sieghartskirchen, Baja Austria;
- 1871-1873: Casa de la Asociación Checa (Besední dům), Brno, (hoy Filarmónica de Brno)
- 1871-1873: Auditorio de Brno;
- 1872-1873: Palacio Ephrussi,  Universitätsring,  Viena;
- 1872-1874: Palacio Pražák, Brno, ahora Museo de Artes Aplicadas;
- 1874-1877: Bolsa de Viena;
- 1871-1883: Edificio del Parlamento de Austria, Viena;
- 1874-1877: Antigua Bolsa de Viena, Schottenring  (con Carl Tietz);
- 1874-1888: Zappeion, Atenas;
- 1879: Villa Welzl en Ternitz, Baja Austria;[1]
- 1879-1892: Nueva iglesia luterana, Kežmarok,  Eslovaquia;
- 1880: Achilleion, Corfú (dibujos arquitectónicos; comisionados por otros arquitectos)
- 1880-1882: Villa Nadelburg  para la familia industrial Mohr y Hainisch, Lichtenwörth cerca deWiener Neustadt;
- 1888-1903: Biblioteca Nacional de Grecia, Atenas;
- s/d: Villa en Pressbaum, Baja Austria[2]

Edificios en Atenas
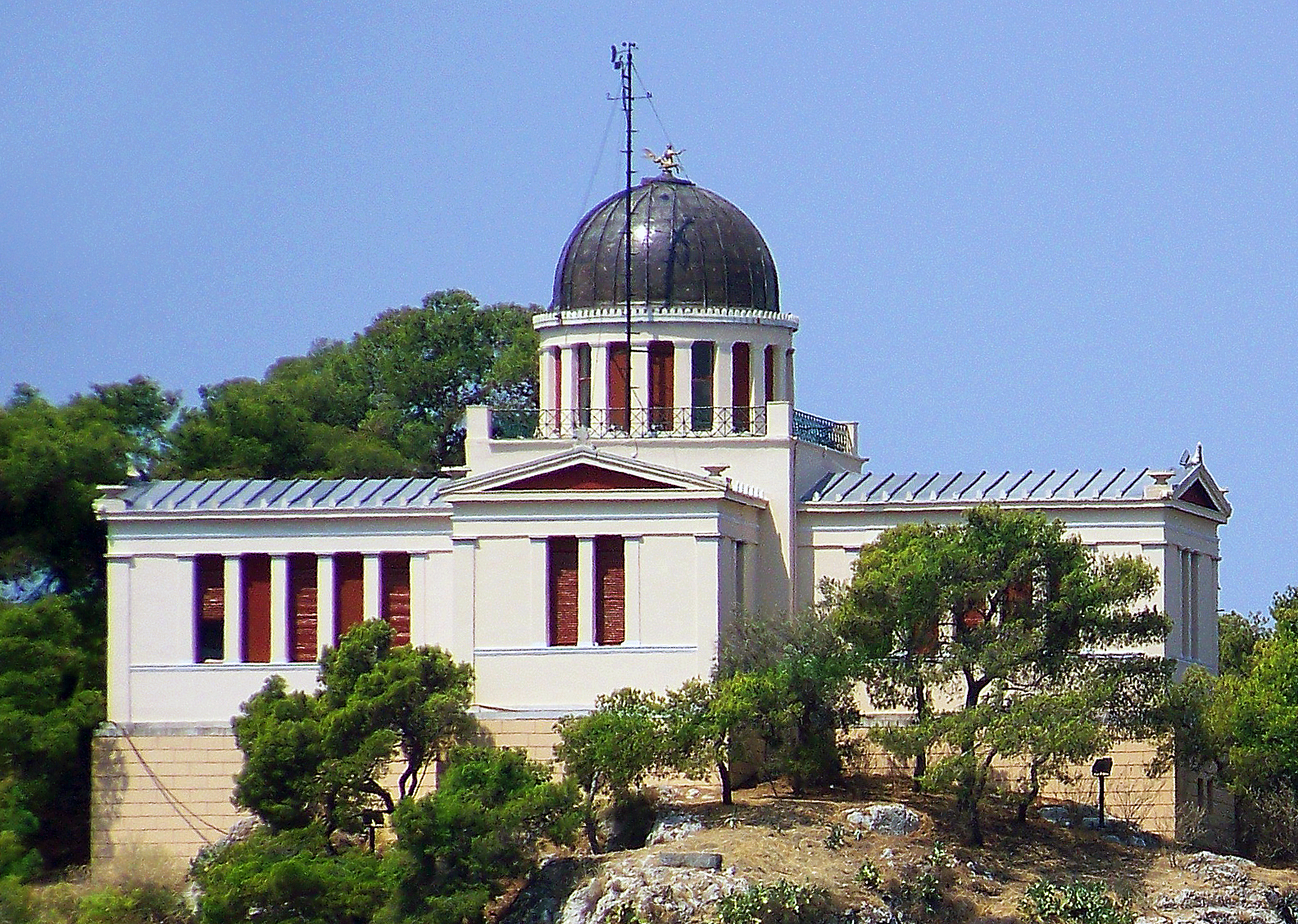
Observatorio Nacional (1843-1846)
"Academia de Atenas", parte de la 'Trilogía' de Hansen en el centro atenienses
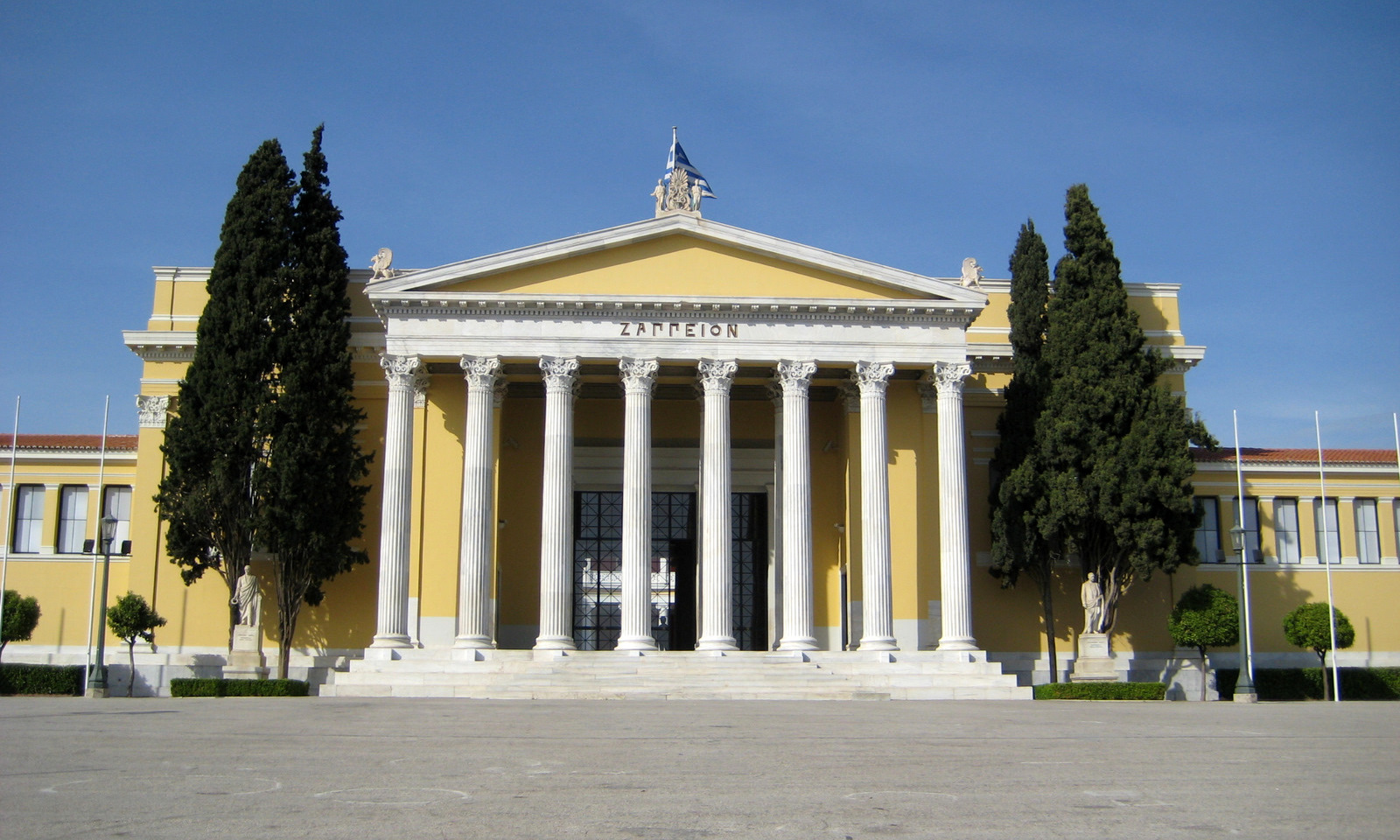
El Zappeion  (1874-1888)
Biblioteca Nacional de Grecia (1888-1903)

Edificios en Viena
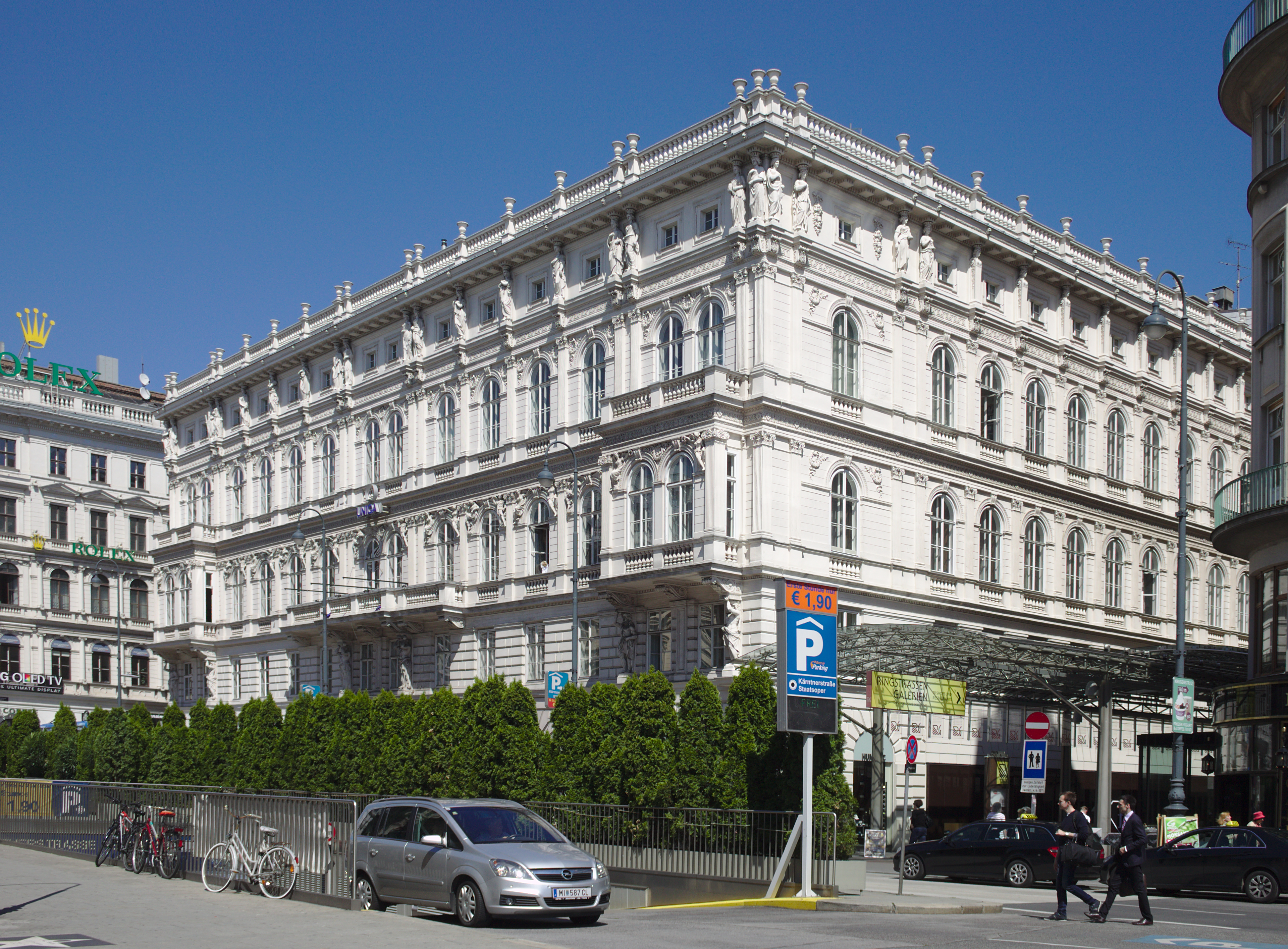
Palacio Todesco (1861-1864)
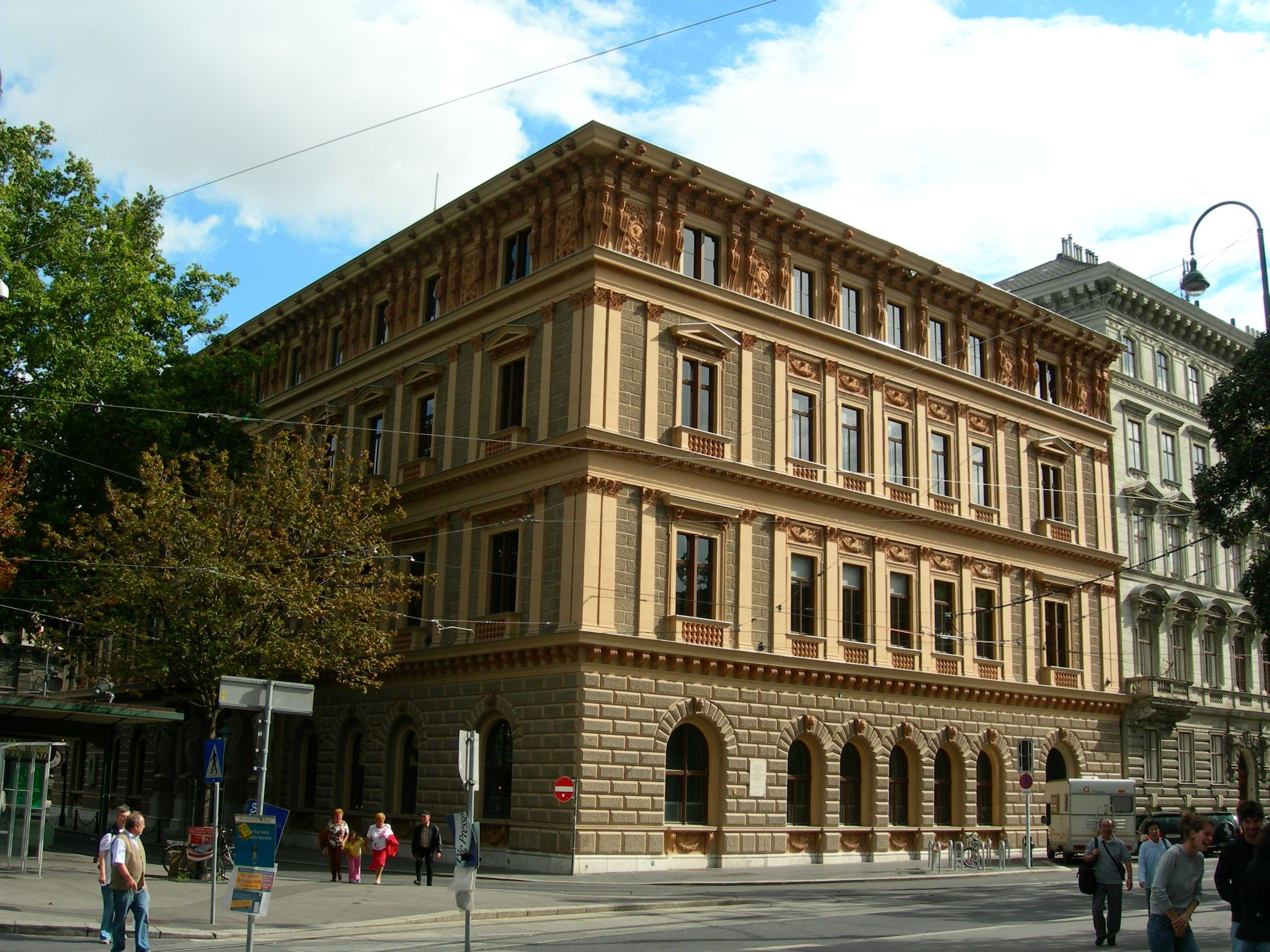
Palacio Epstein (vecino del edificio del parlamento) (1868-1872)
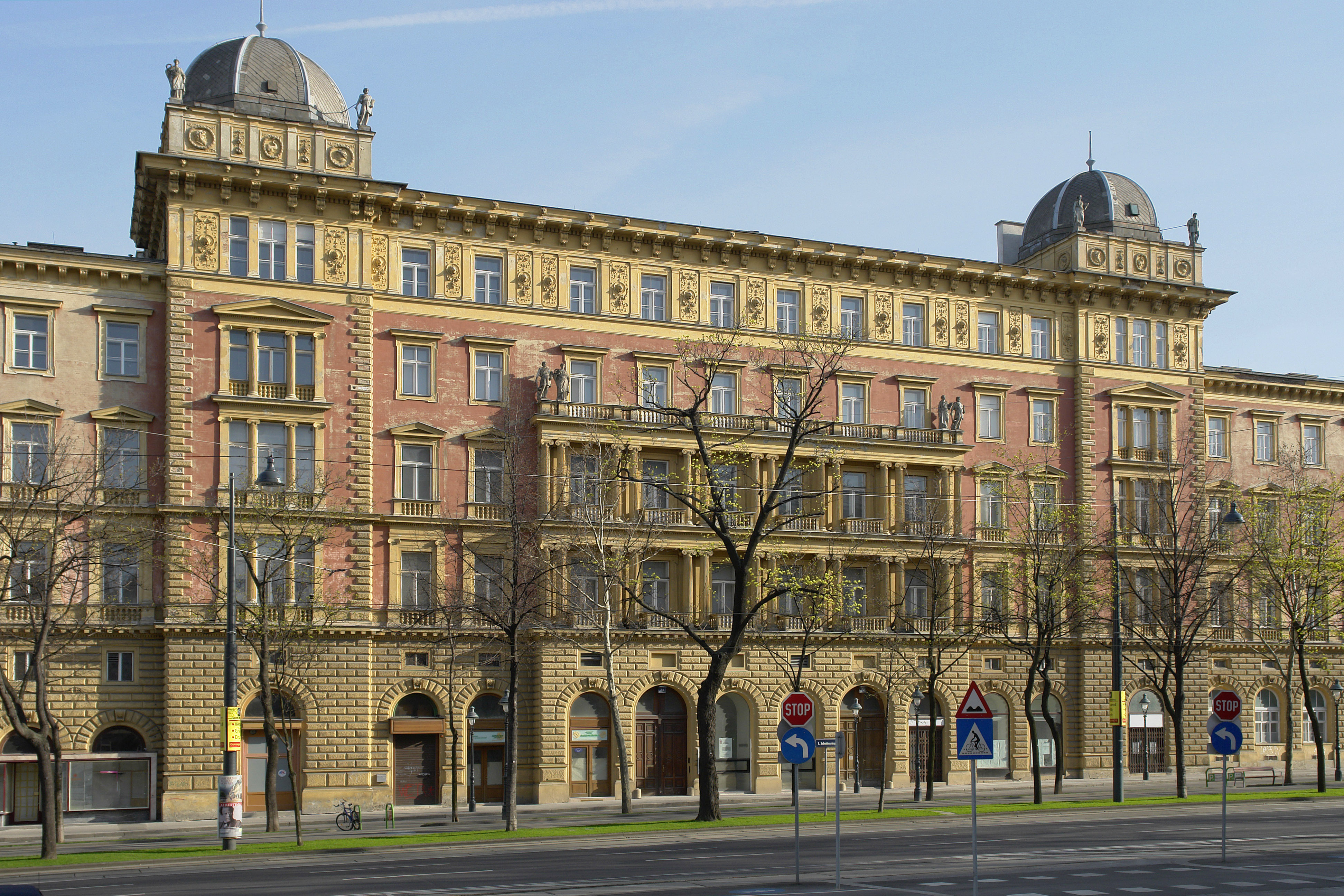
Palacio Hansen (1869-1873) (hotel de lujo del grupo Kempinski)
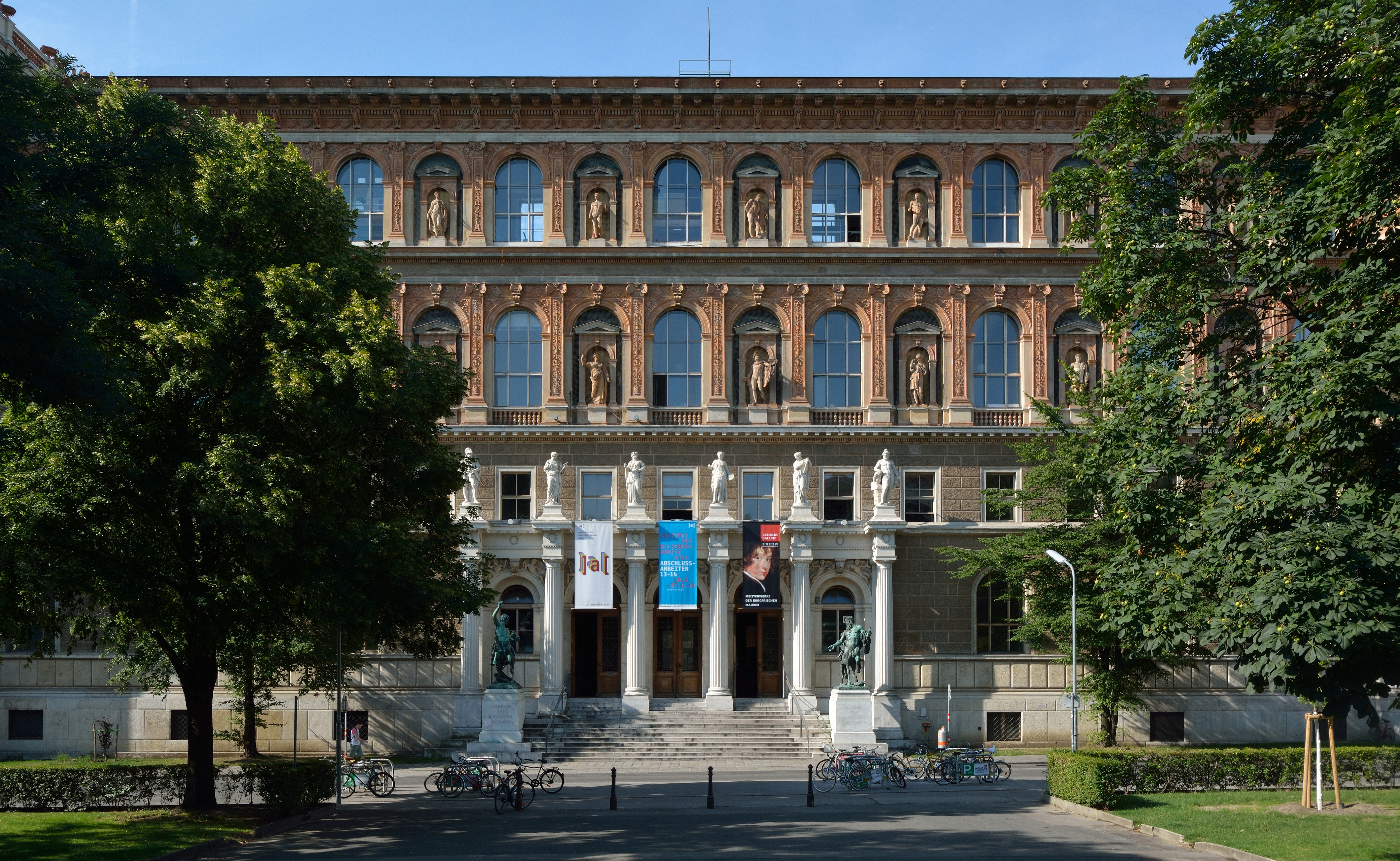
Academia de Bellas Artes de Viena (1869-1876)
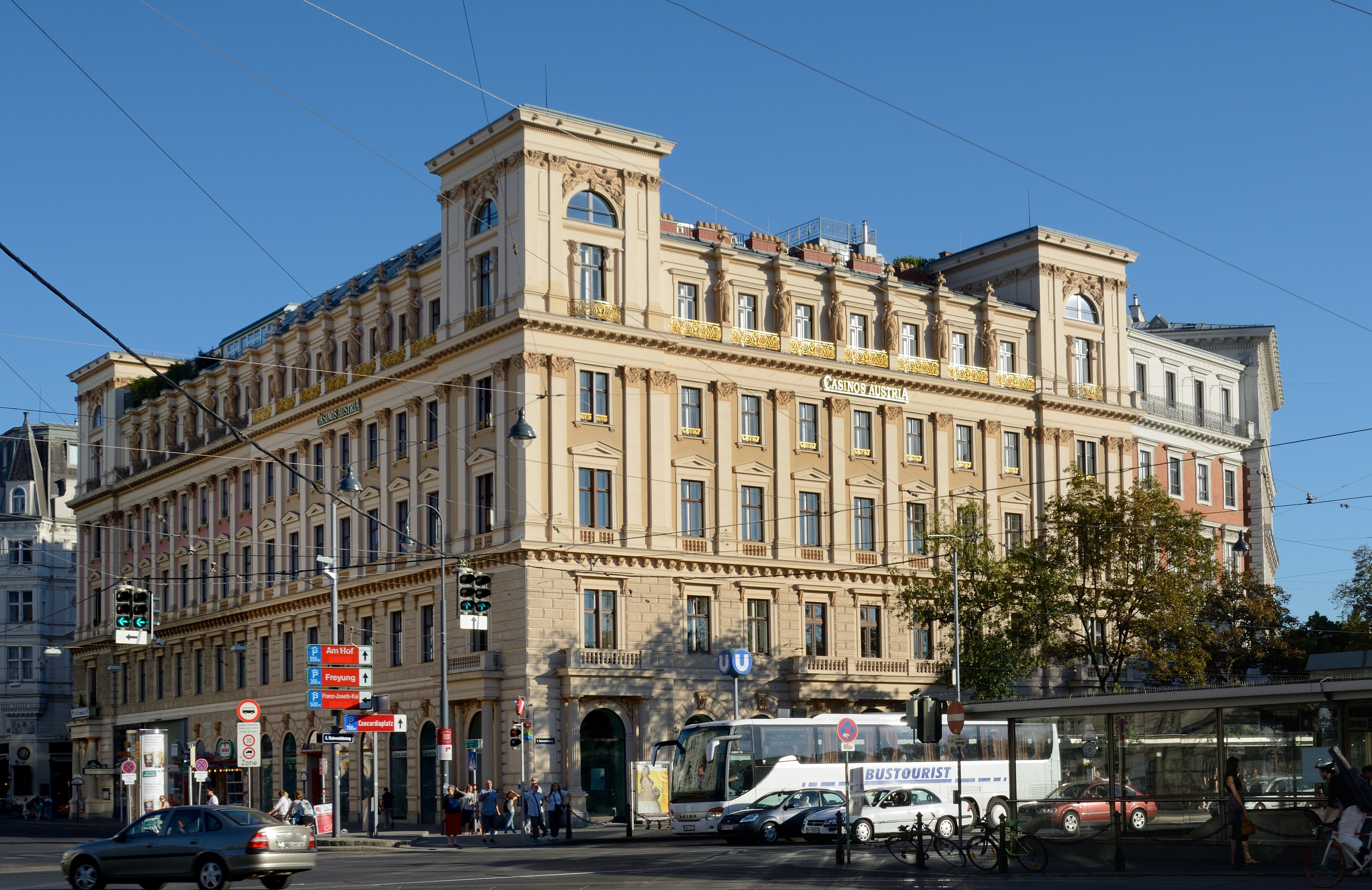
Palacio Ephrussi, Universitätsring (1872-1873)

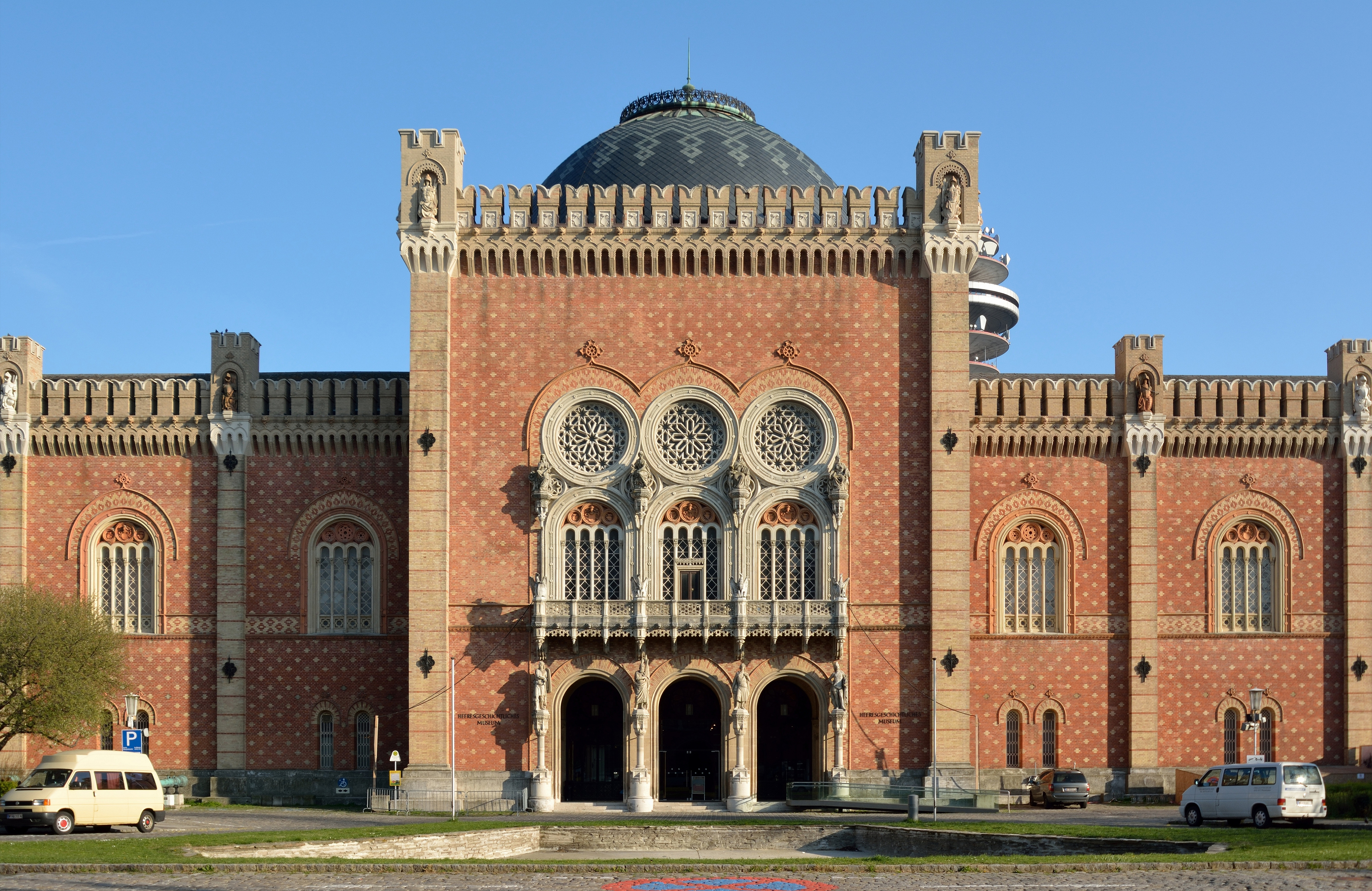
Museo de Historia Militar en el Arsenal (1850-1856)
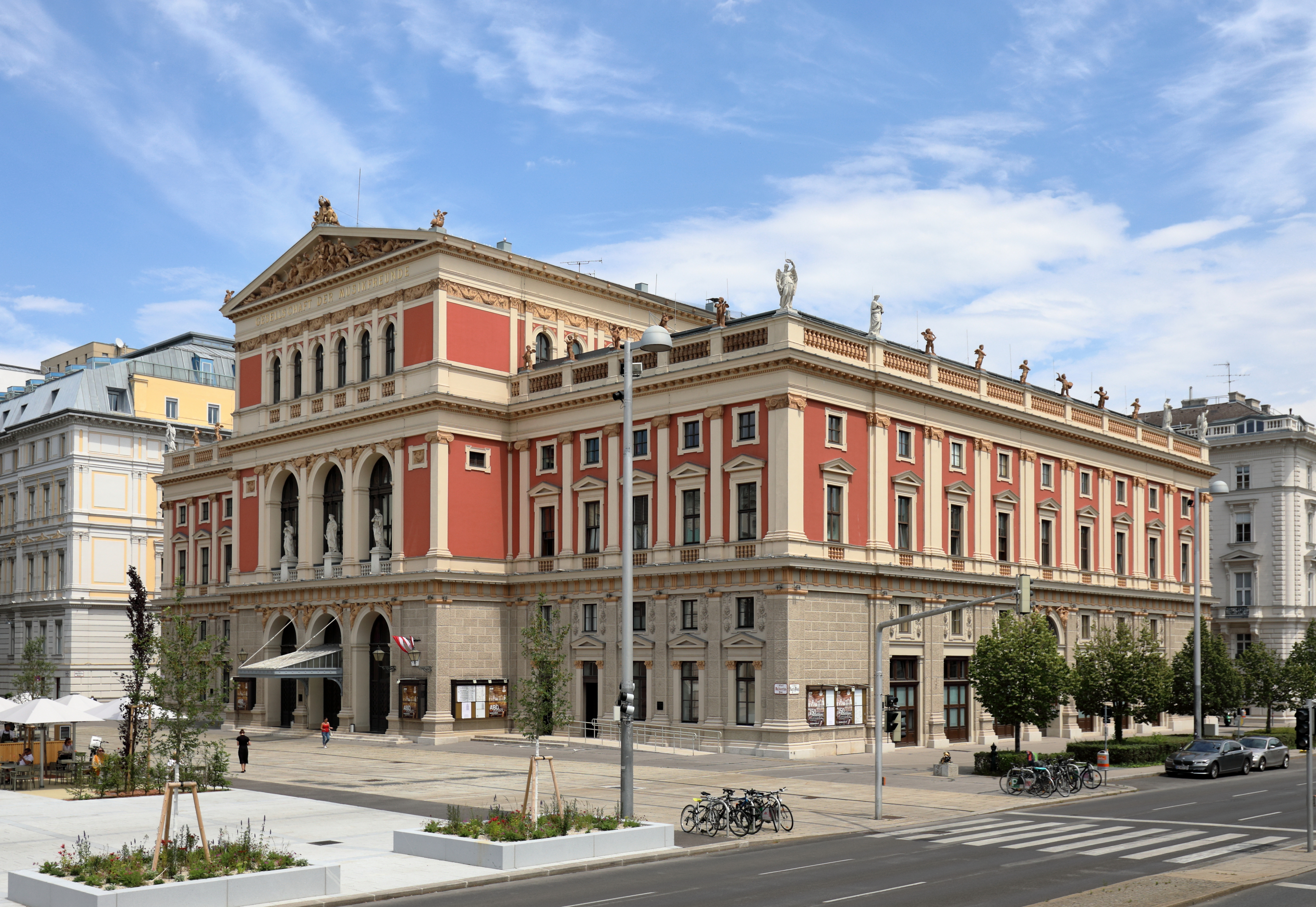
Edificio del Musikverein (1864-1870)
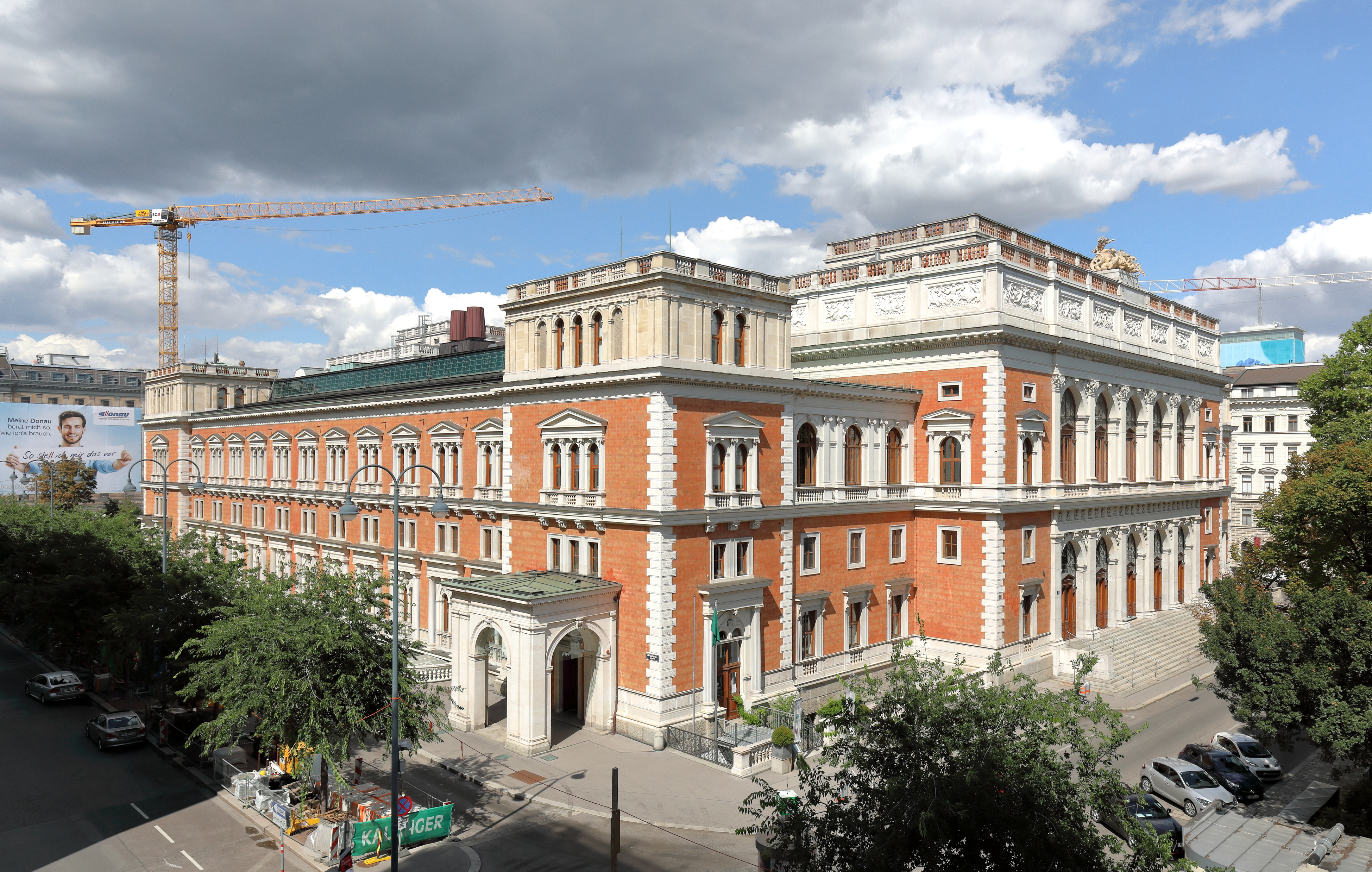
Antiguo Edificio de la Bolsa, ahora un edificio de oficinas de lujo (con Carl Tietz) (1874-1877)
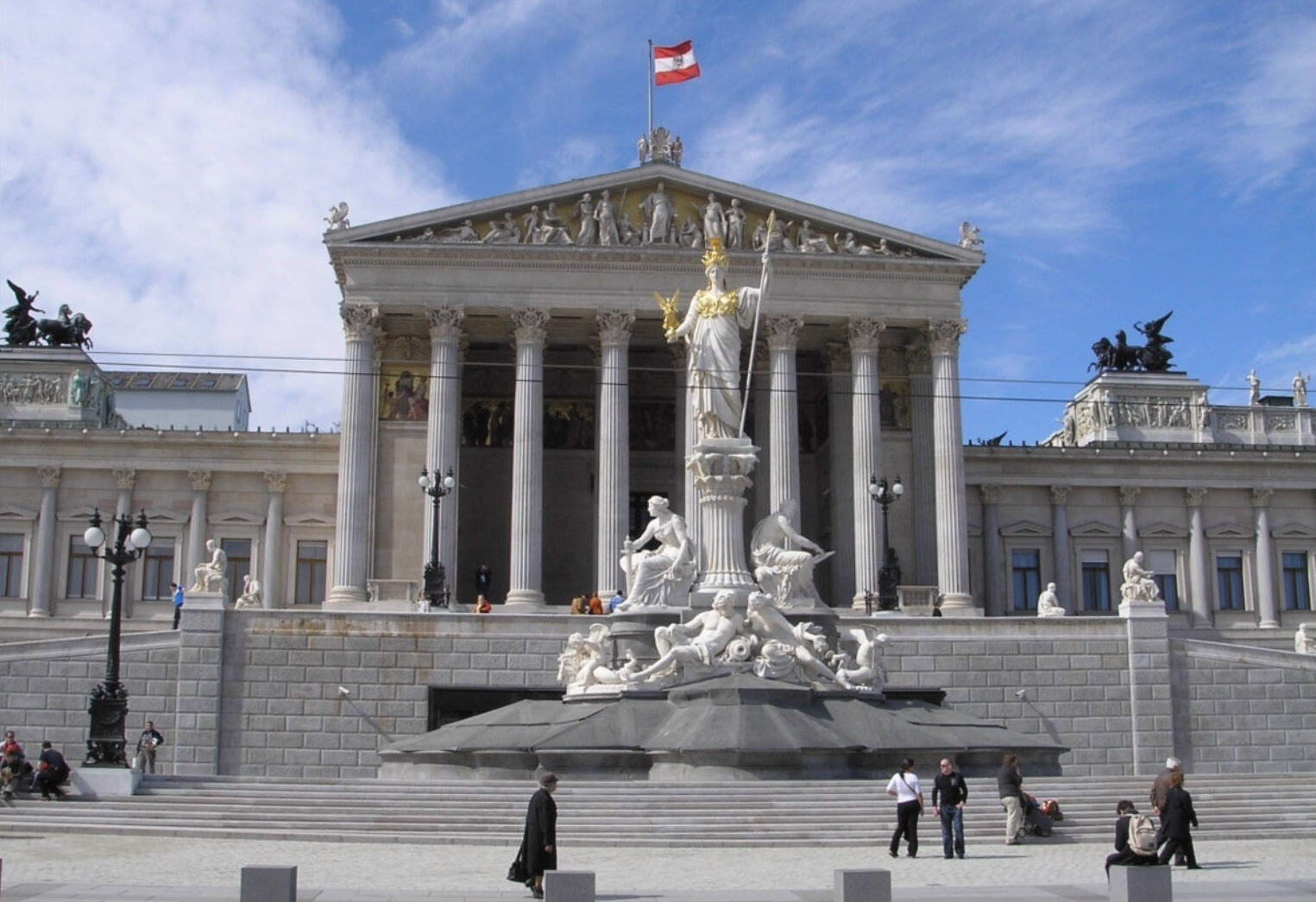
Reichsrat, actualmente edificio del Parlamento austriaco (1871-1883)

Otros edificios
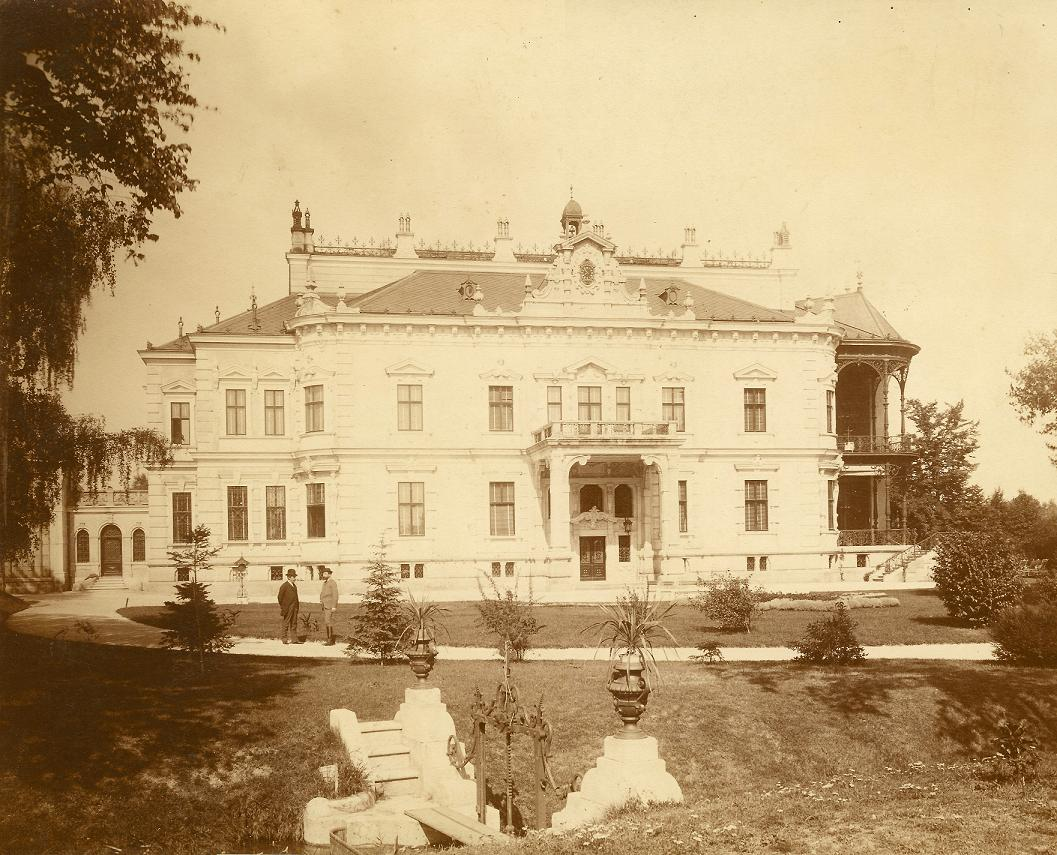
Villa Schloss Nadelburg, popularizada por el  k.k. priv. Nadelburger Messing- und Metallwarenfabrik en Lichtenwörth
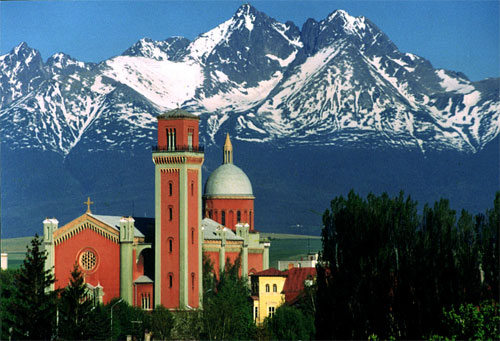
Nueva iglesia luterana en Kežmarok